# Kim Kyong-hun
Kim Kyong-hun (in hangŭl: 김경훈; 15 luglio 1975) è un ex taekwondoka sudcoreano.

## Palmarès

### Olimpiadi
- 1 medaglia:
  - 1 oro (Sydney 2000 nei +80 kg)

### Mondiali
- 2 medaglie:
  - 2 bronzi (Hong Kong 1997 nei pesi welter; Jeju 2001 nei pesi medi)

### Giochi asiatici
- 1 medaglia:
  - 1 oro (Busan 2002 nei pesi medi)

### Campionati asiatici
- 1 medaglia:
  - 1 oro (Melbourne 1996 nei pesi welter)